# 강남구청역
강남구청역(江南區廳驛, Gangnam-gu Office station)은 서울특별시 강남구 학동로에 있는 서울 지하철 7호선과 수도권 전철 수인·분당선의 환승역이다. 인근에 강남구청이 있어서 역명을 정하였고, 현 강남구청은 청담역 7번 출구에서 더 가깝다.

## 역사
- 2000년 8월 1일 : 서울 지하철 7호선 신풍~건대입구 구간 개통과 함께 영업 개시
- 2012년 9월 18일 : 분당선 철도거리표 고시[1]
- 2012년 10월 6일 : 분당선 선릉~왕십리 구간 개통으로 환승역이 됨

## 역 구조
두 노선이 십자로 교차하고, 2면 2선식의 상대식 승강장을 갖추고 있으며, 스크린도어가 설치되어 있다. 이 역은 수인분당선(당시 분당선) 개통을 대비하여 환승역으로 설계하였으며, 수인분당선 공사 과정에서 출구가 별도로 신설되지 않고 기존 7호선 4개 출구를 공유한데, 개찰구는 노선별로 분리되어 있다. 7호선이 위에, 수인분당선이 아래에 있다

### 7호선 승강장
| 청담 ↑ |
| \| 상  |
| ↓ 학동 |

| 상행 | ● 서울 지하철 7호선 | 청담 · 건대입구 · 상봉 · 노원 · 도봉산 · 장암 방면 |
| 하행 | ● 서울 지하철 7호선 | 논현 · 고속터미널 · 대림 · 온수 · 석남 방면        |

### 수인분당선 승강장
| ↑ 압구정로데오 |
| \| １          |
| 선정릉 ↓       |

| 1 | ● 수도권 전철 수인·분당선 | 선정릉 · 서현 · 수원 · 인천 방면    |
| 2 | ● 수도권 전철 수인·분당선 | 압구정로데오 · 서울숲 · 청량리 방면 |

## 역 주변
- 강남구청
- 강남도서관
- 논현2동 행정복지센터
- 맥도날드
- 서울삼릉초등학교
- 강남교육지원청
- 서울언북초등학교
- 뮤직웍스
- 티오피미디어
- 나무엑터스
- MBK엔터테인먼트
- MLD엔터테인먼트
- 언주중학교
- 영동고등학교
- 유씨어터
- 서울학동초등학교
- 한국장애인고용공단 서울남부사무소
- 한국직업능력개발원
- 파로스타워(구 나산백화점)
- 영동119안전센터
- 스타벅스 강남구청점
- KB국민은행 강남구청역 지점
- 삼성2동

## 이용객 변동
7호선의 2000년 자료는 개통일인 2000년 8월 1일부터 12월 31일까지인 153일 기준으로 환산한 것이며, 분당선의 2012년 자료는 개통일인 2012년 10월 6일부터 12월 31일까지인 87일 기준으로 환산한 것이다.
| 노선        | 노선   | 일평균 인원수 (명/일) | 일평균 인원수 (명/일) | 일평균 인원수 (명/일) | 일평균 인원수 (명/일) | 일평균 인원수 (명/일) | 일평균 인원수 (명/일) | 일평균 인원수 (명/일) | 일평균 인원수 (명/일) | 일평균 인원수 (명/일) | 일평균 인원수 (명/일) | 일평균 인원수 (명/일) | 각주                  | 각주                  | 각주                  | 각주  |
| 노선        | 노선   | 2000년                | 2001년                | 2002년                | 2003년                | 2004년                | 2005년                | 2006년                | 2007년                | 2008년                | 2009년                | 2010년                | 각주                  | 각주                  | 각주                  | 각주  |
| ----------- | ------ | --------------------- | --------------------- | --------------------- | --------------------- | --------------------- | --------------------- | --------------------- | --------------------- | --------------------- | --------------------- | --------------------- | --------------------- | --------------------- | --------------------- | ----- |
| 7호선       | 승차   | 12,094                | 14,909                | 16,612                | 17,523                | 17,471                | 17,304                | 17,459                | 17,588                | 18,306                | 19,105                | 20,501                |                       |                       |                       |       |
| 7호선       | 하차   | 13,829                | 17,233                | 19,393                | 20,486                | 20,361                | 20,856                | 20,923                | 21,193                | 22,050                | 22,705                | 24,048                |                       |                       |                       |       |
| 7호선       | 승하차 | 25,923                | 32,142                | 36,005                | 38,009                | 37,833                | 38,160                | 38,382                | 38,781                | 40,356                | 41,810                | 44,549                |                       |                       |                       |       |
| 노선        | 노선   | 노선                  | 일평균 인원수 (명/일) | 일평균 인원수 (명/일) | 일평균 인원수 (명/일) | 일평균 인원수 (명/일) | 일평균 인원수 (명/일) | 일평균 인원수 (명/일) | 일평균 인원수 (명/일) | 일평균 인원수 (명/일) | 일평균 인원수 (명/일) | 일평균 인원수 (명/일) | 일평균 인원수 (명/일) | 일평균 인원수 (명/일) | 일평균 인원수 (명/일) | 각주  |
| 노선        | 노선   | 노선                  | 2011년                | 2012년                | 2013년                | 2014년                | 2015년                | 2016년                | 2017년                | 2018년                | 2019년                | 2020년                | 2021년                | 2022년                | 2023년                | 각주  |
| 7호선       | 승차   | 승차                  | 20,707                | 21,211                | 17,682                | 17,896                | 16,547                | 15,168                | 14,544                |                       |                       |                       |                       |                       |                       | [ 2 ] |
| 7호선       | 하차   | 하차                  | 24,350                | 24,592                | 19,415                | 19,505                | 18,088                | 16,685                | 16,069                |                       |                       |                       |                       |                       |                       | [ 2 ] |
| 7호선       | 승하차 | 승하차                | 45,058                | 45,803                | 37,097                | 37,401                | 34,635                | 31,853                | 30,613                |                       |                       |                       |                       |                       |                       | [ 2 ] |
| 수인·분당선 | 승차   | 미개통                | 미개통                | 7,759                 | 8,520                 | 9,306                 | 9,893                 | 9,931                 | 9,273                 | 9,868                 | 10,562                | 8,284                 | 8,879                 | 9,240                 | 9,615                 | [ 3 ] |
| 수인·분당선 | 하차   | 미개통                | 미개통                | 8,886                 | 9,794                 | 10,681                | 11,472                | 11,572                | 11,399                | 11,616                | 12,388                | 9,761                 | 10,359                | 10,890                | 11.273                | [ 3 ] |

## 사진

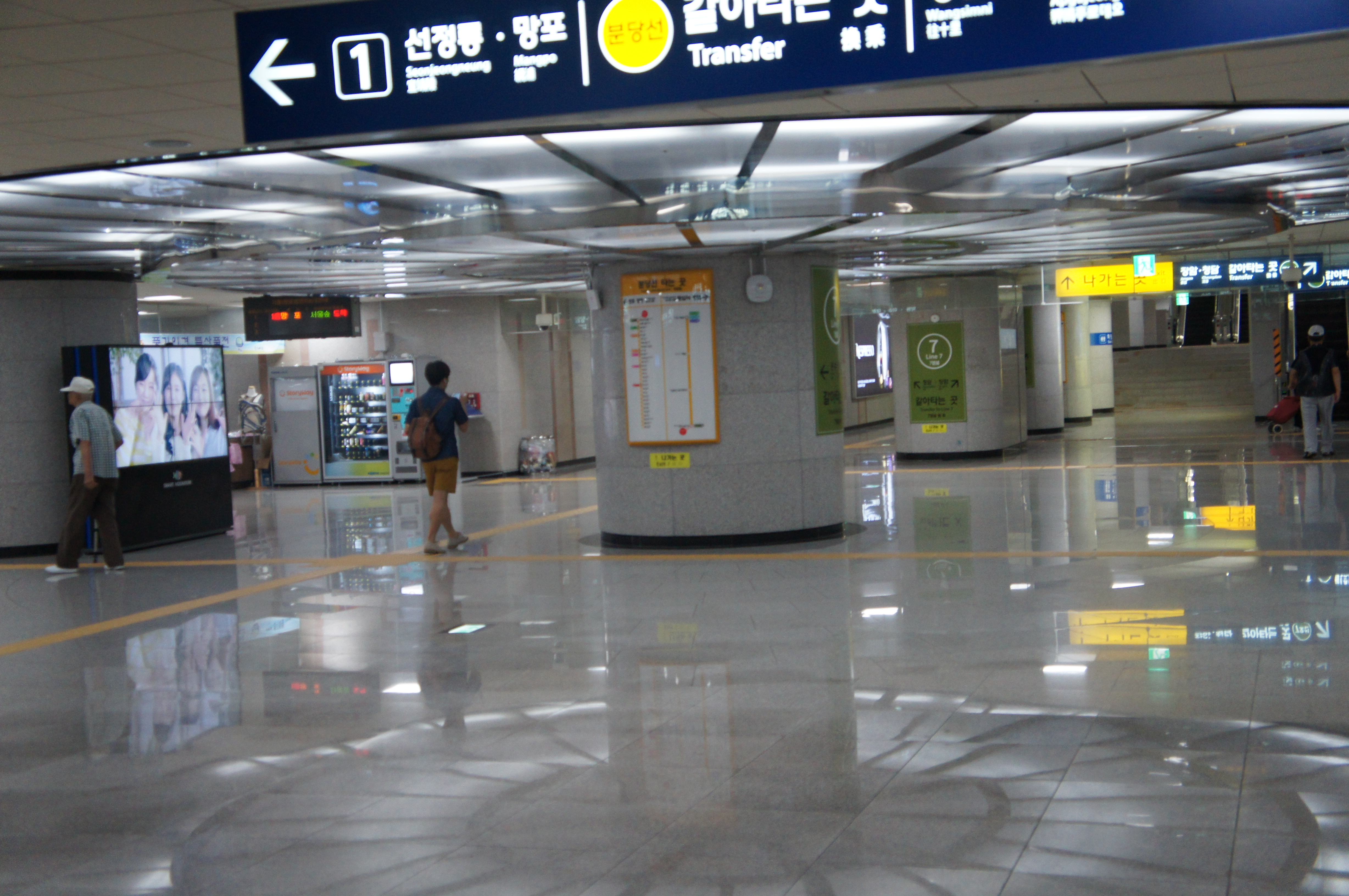
환승 통로
수인분당선 1번 승강장
1번 출입구
수인분당선 대합실
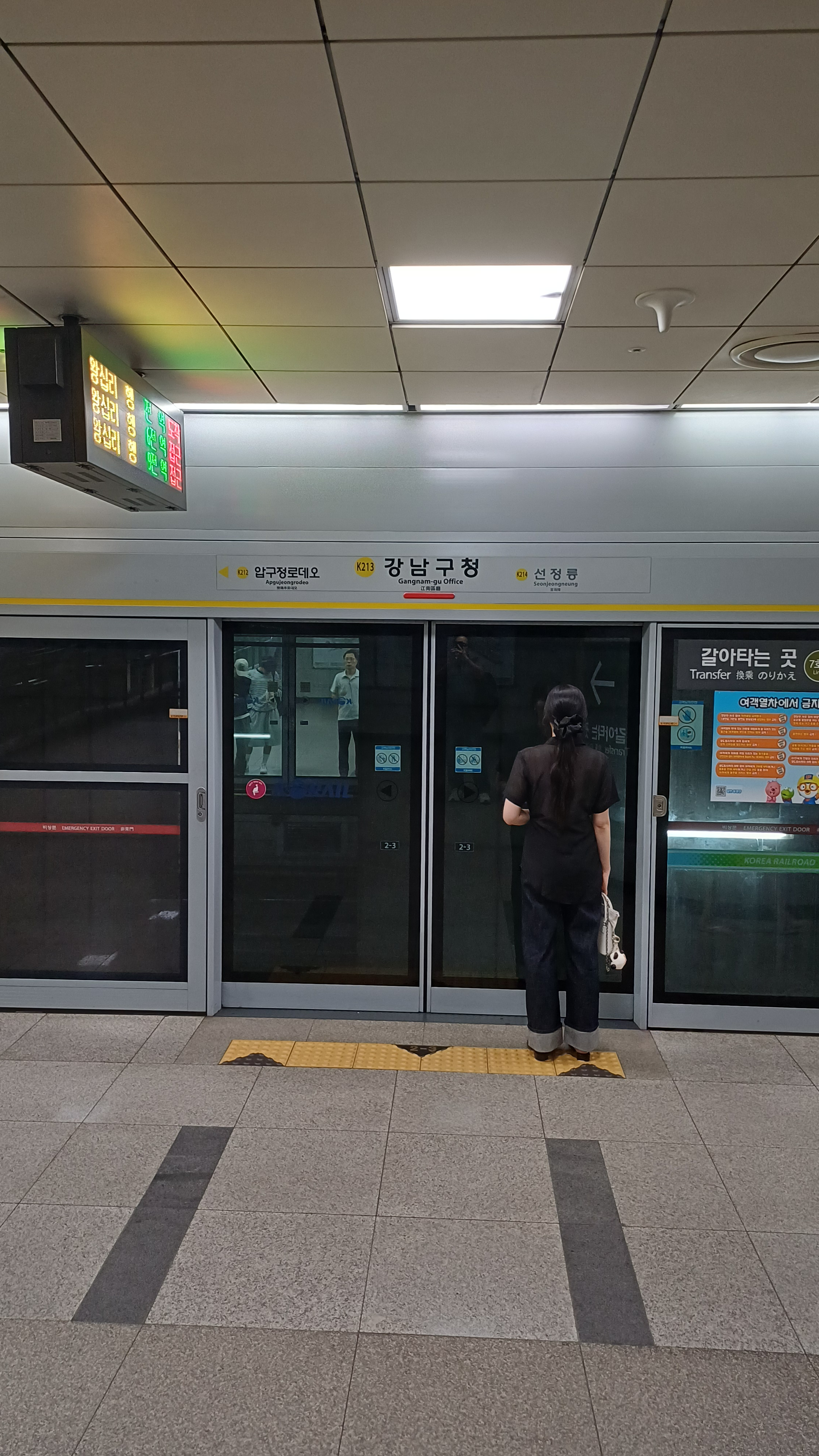
수인분당선 스크린도어

## 인접한 역
| 서울 지하철 7호선             | 서울 지하철 7호선                          | 서울 지하철 7호선               |
| ----------------------------- | ------------------------------------------ | ------------------------------- |
| 729 청담 장암 방면            | ● 서울 지하철 7호선                        | 731 학동 석남 방면              |
| 분당선                        |                                            |                                 |
| K212 압구정로데오 청량리 방면 | ● 수도권 전철 수인·분당선 완행 분당선 급행 | K214 선정릉 고색 방면 인천 방면 |